# Murilo Rua
Murilo Rua (ur. 22 maja 1980 w Kurytybie) – brazylijski zawodnik mieszanych sztuk walki (MMA). Walczył m.in. w PRIDE Fighting Championships, Cage Rage czy Elite Xtreme Combat, gdzie w tym ostatnim był mistrzem w wadze średniej. Posiadacz czarnego pasa w brazylijskim jiu-jitsu. Jest starszym bratem innego zawodnika MMA, Maurício Ruy.

## Kariera sportowa
Swoje pierwsze walki w MMA toczył w swoim rodzinnym mieście - Kurytybie. W latach 2000–2001 walczył głównie na brazylijskich galach Meca World Vale Tudo, uzyskując bilans pięciu wygranych pojedynków oraz jeden remis.

### PRIDE FC
W 2001 roku związał się z japońską organizacją PRIDE Fighting Championships. Zadebiutował 24 września 2001 roku na gali PRIDE 16, nokautując zawodnika gospodarzy Daijiro Matsuiego kopnięciami w głowę. Następny pojedynek przegrał z Amerykaninem Danem Hendersonem na PRIDE 17. Dwa kolejne pojedynki wygrał przez decyzję sędziowską m.in. z rodakiem Mário Sperrym. Po dwóch wygranych z rzędu, przegrał również dwa kolejno z Brazylijczykiem Ricardo Aroną na PRIDE 23 (24 listopada 2002) oraz z byłym mistrzem UFC, Amerykaninem Kevinem Randlemanem (23 grudnia 2002).
31 grudnia 2003, na noworocznej gali PRIDE Shockwave 2003 znokautował Japończyka Akirę Shoji ciosem kolanem z wyskoku.
25 kwietnia 2004, odpadł w pierwszej rundzie turnieju PRIDE Total Elimination 2004, przegrywając przez nokaut z Rosjaninem Siergiejem Charitonowem. 20 lutego 2005, uległ Amerykaninowi Quintonowi Jacksonowi przez niejednogłośną decyzję sędziowską.
W 2005, był blisko podpisania kontraktu z UFC, lecz ostatecznie do niego nie doszło.
W 2006, przeniósł się do cyklu mniejszych gal PRIDE zwanych Bushido. Na gali Bushido 10, 2 kwietnia 2006, przegrał przez decyzję z rodakiem Paulo Filho. Kolejną porażkę odniósł 4 czerwca 2006 z rąk Kanadyjczyka Denisa Kanga. Po tej porażce nie przedłużono kontraktu z Ruą.

### Cage Rage
Po rozwiązaniu umowy z PRIDE, Rua związał się z brytyjską organizacją Cage Rage Championships. W ciągu roku stoczył dla niej trzy pojedynki - wszystkie wygrane przed czasem, pokonując kolejno byłego mistrza Cage Rage Brytyjczyka Marka Weira, Alexa Reida i Francuza Xaviera Foupa-Pokama.

### Elite Xtreme Combat
W czasie kontraktu z Cage Rage mógł występować również w amerykańskim Elite Xtreme Combat gdyż w tym czasie obie organizację współpracowały ze sobą. 22 czerwca 2007 roku, na współorganizowanej gali przez EliteXC i Strikeforce, stoczył wygrany pojedynek o pas mistrzowski EliteXC w wadze średniej z Amerykaninem meksykańskiego pochodzenia Joeyem Villasenorem. 
Jeszcze tego samego roku stracił pas mistrzowski na rzecz Robbiego Lawlera przegrywając z nim przez nokaut na gali EliteXC: Uprising. Kolejne dwa pojedynki toczył ze zmiennym szczęściem. Najpierw 14 czerwca 2008, na gali EliteXC: Return of the King, znokautował Tony'ego Bonello, następnie 4 października 2008, przegrał przez nokaut na gali EliteXC: Heat z byłym zawodnikiem UFC oraz IFL Benjim Radachem. 

### Lata 2009-2012
Pod koniec 2008, EliteXC popadło w ogromne długi, część zawodników przeszło do Strikeforce, reszta została wolnymi agentami, w tym i Rua. W kolejnych latach walczył na galach w Japonii (DREAM i Brazylii (Bitetti Combat), wygrywając m.in. z Jasonem Jonesem oraz przegrywając z Rikim Fukudą. 21 maja 2011, zmierzył się o mistrzostwo brytyjskiej organizacji BAMMA z Tomem Watsonem, ostatecznie ulegając mu przez KO w 3. rundzie. Po przegranej z Watsonem Rua ogłosił zakończenie kariery zawodnika MMA ale po niecałym roku wrócił by stoczyć jeszcze jedną walkę z Paulo Filho. Ostatecznie Rua w rewanżu z Filho przez TKO w 1. rundzie.

## Osiągnięcia
Mieszane sztuki walki:
- 2007: Mistrz Elite Xtreme Combat w wadze średniej